# James Collins (calciatore)
James Collins (Coventry, 1º dicembre 1990) è un calciatore inglese naturalizzato irlandese, attaccante del Lincoln City.

## Carriera

### Club
Nel 2013 gli scozzesi dell'Hibernian lo prelevano in cambio di 232000 €.

### Nazionale
Dopo aver giocato nelle nazionali giovanili irlandesi ha esordito in nazionale maggiore nel 2019.

## Palmarès

### Club

#### Competizioni nazionali
- Football League Two: 1

Northampton Town: 2015-2016
- Football League One: 1

Luton Town: 2018-2019

### Individuale
- Capocannoniere della League One: 1

2018-2019 (25 gol)
- League One Player of the Year: 1

2018-2019